# Runaljod – Ragnarok
Runaljod – Ragnarok treći je studijski album norveškog sastava nordijske narodne glazbe Wardruna. Diskografska kuća By Norse Music objavila ga je 21. listopada 2016. godine. Posljednji je dio trilogije Runaljod, nadahnute drevnim runama starijeg futharka.

## Singlovi
Objavi albuma prethodio je prvi singl, "Odal", objavljen 21. kolovoza 2016. godine.
Wardruna je 6. listopada 2016. godine objavio glazbeni spot i singl za pjesmu "Raido". Snimatelj, redatelj i producent spota finski je fotograf Tuukka Koski.

## Popis pjesama
Tekstovi i glazba: Einar Selvik. 
| 1.    | »Tyr«                              | Tyr                                 | 6:30  |
| 2.    | »UruR«                             | Tur                                 | 10:11 |
| 3.    | »Isa«                              | Led                                 | 7:13  |
| 4.    | »MannaR – Drivande« (instrumental) | Čovjek – Plovidba                   | 4:09  |
| 5.    | »MannaR – Liv«                     | Čovjek – Život                      | 5:13  |
| 6.    | »Raido«                            | Jahanje                             | 4:46  |
| 7.    | »Pertho«                           | nepoznato, vjerojatno stablo kruške | 2:18  |
| 8.    | »Odal«                             | Baština                             | 5:29  |
| 9.    | »Wunjo«                            | Radost                              | 5:20  |
| 10.   | »Runaljod«                         | Zvuk runa                           | 7:36  |
| 58:45 |                                    |                                     |       |

## Zasluge
| Wardruna - Einar Selvik – vokali, talharpa, kraviklira, bukkehorn, lur, flauta, bubnjevi, udaraljke, elektronika, programiranje, aranžmani, snimanje, tonska obrada, produkcija, miksanje - Lindy-Fay Hella – vokali, aranžmani Dodatni glazbenici - Eilif Gundersen – lur, bukkehorn, flauta, ledene udaraljke, snimanje ledenih udaraljki - Arne Sandvoll – vokali - H.C. Dalgaard – vokali - Kjell Braaten – vokali - Ask Einarson Nybro – vokali (na pjesmama 8 i 9) - Tuva J. Einarsdatter Nybro – vokali (na pjesmama 8 i 9) - Skarvebarna Children's Choir – vokali (na pjesmi "Wunjo") | Ostalo osoblje - Øivind – naslovnica, ilustracije - Tony Lindgren – masteriranje - Steinar Mossige – snimanje ledenih udaraljki - Sigurd Ytre-Arne – snimanje ledenih udaraljki - Ingjerd Almås Arnfinset – dirigent dječjeg zbora - Lars Inge Tverberg – snimanje dječjeg zbora - Espen Winther – fotografija - Ole Johs. Brye – fotografija |

## Ljestvice
| Ljestvica (2016.) | Najviša pozicija |
| ----------------- | ---------------- |
| Belgija           | 149              |
| Njemačka          | 68               |
| Škotska           | 76               |
| Švicarska         | 82               |